# Брежнєв (телесеріал)
«Брежнєв» — російський телесеріал 2005 року, присвячений біографії радянського лідера Леоніда Брежнєва. Перший показ відбувся з 28 по 31 березня 2005 року. Повторювався в грудні 2006 року (до сторіччя Брежнєва), 27 березня 2011 року і в грудні 2016 року до 110-річчя (покази відбувались на російському ТБ, в Росії).

## Сюжет
1982 рік. Останні дні життя генерального секретаря. Леонід Ілліч намагається радіти останнім задоволенням, відпущеним йому життям — їздить на полювання, спілкується з підлеглими, проводить час з медсестрою, яка за ним доглядає, снідає з дружиною, годинами дивиться кінохроніку. Але відволіктися від гнітючих думок йому вдається тільки уві сні, який теж не приносить полегшення. У рідкісні години неспання Брежнєв згадує молодість, знайомство з дружиною, початок кар'єри. Особливо болісні спогади про змову проти Хрущова, який свого часу наблизив молодого Брежнєва і допоміг йому піднятися по ієрархічній драбині. У пам'яті генсека спливають головні, як йому здається, події його життя і життя країни, він задає собі питання, чи всі рішення і вчинки були вірними, і намагається відповісти на них. Також він думає піти у відставку, проте, в результаті він вирішує залишитися на посту генсека.

## У ролях
- Сергій Шакуров — Леонід Ілліч Брежнєв
- Артур Ваха — Брежнєв у молодості
- Світлана Крючкова — Вікторія Петрівна Брежнєва
- Марина Солопченко — Вікторія Петрівна в молодості
- Сергій Гармаш — Степан Олексійович Кандауров
- Марія Голубкіна — Софія
- Валерій Золотухін — єгер Ігор
- Вадим Гущин — землевпорядник
- Андрій Краско — перукар Толик
- Сергій Русскін — черговий лікар
- Іван Краско — голова колгоспу
- Марія Шукшина — медсестра Ліза
- Валерій Івченко — Микола Олександрович Тихонов
- Юрій Кузьменков — Микола Вікторович Підгорний
- Василь Лановий — Юрій Володимирович Андропов
- Володимир Меньшов — Дмитро Федорович Устинов
- Лев Пригунов — Євген Іванович Чазов
- Олександр Семчев — Олександр Бовін
- Олександр Філіппенко — Георгій Карпович Цінєв
- В'ячеслав Шалевич — Олексій Миколайович Косигін
- Вадим Яковлєв — Андрій Андрійович Громико
- Ігор Ясулович — Михайло Андрійович Суслов
- Олег Вовку — Володимир Медведєв, заступник начальника охорони Брежнєва
- Афанасій Кочетков — Костянтин Устинович Черненко
- Сергій Лосєв — Микита Сергійович Хрущов
- Ігор Іванов — Олександр Миколайович Шелєпін
- Ігор Черневич — Андрій Михайлович Александров-Агентів
- Валерій Биченков- Дмитро Степанович Полянський
- Геннадій Богачов — Микола Онисимович Щолоков
- Микола Кузнєцов — Фрол Романович Козлов
- Борис Соколов — Георгій Еммануїлович Цуканов
- Вадим Лобанов — Микола Васильович Огарков
- Андрій Шарков — робочий металургійного заводу
- Сергій Барковський — Михайло Сергійович Горбачов
- Володимир Періль — генерал

## Знімальна група
- Режисер: Сергій Снєжкін
- Сценарист: Валентин Черних за участю С. Снєжкіна
- Оператор: Андрій Жегалов, Володимир Клімов, Віктор Новожилов, Вадим Алісов
- Композитор: Святослав Курашов
- Художник: Віктор Іванов, Владислав Орлов
- Звук: Ігор Терехов, Сергій Корнілов
- Продюсер (ведучий): Сергій Мелькумов
- Продюсер: Анатолій Максимов, Костянтин Ернст

## Критика
Телесеріал викликав ряд критичних відгуків. На адресу творців телесеріалу були озвучені звинувачення у спотворенні історичних фактів — причому, як в антисоветизмі, так і в прикрашанні радянської дійсності.

Андрій Брежнєв, онук Леоніда Ілліча Брежнєва: (оригінал, російською) 
Считаю, что фильм слаб и в художественном отношении, и в документальном. Много домысла и вымысла. По фильму, Леонид Ильич только спит и лекарства пьёт. Это не так. Единственное, что соответствует действительности, — в 1978 году Леонид Ильич в самом деле хотел уйти со своих постов. Но он не был настолько больным в это время. Все те особенности речи и внешности, на которых в фильме делается акцент, появились позже вследствие болезни. Показан человек, здраво рассуждающий, всё понимающий. А внешние детали не соответствуют его внутреннему состоянию….
Григорій Романов (колишній 1-й секретар Ленінградського обкому КПРС, член Політбюро): (оригінал, російською) 
Брежнев не был таким беспомощным, как показано в фильме. Да и остальные образы далеки от оригиналов. Громыко, Андропов, Устинов тоже не похожи — у Громыко похожи только награды, которые у него были. Хотя Андропова актёр сыграл неплохо. К сожалению, в фильме много карикатурного, надуманного. Считаю, такие фильмы не нужны, потому что далеки от исторической правды….
Кінокритик Г. Ассікрітов: (оригінал, російською) 
Ретроспекция в сериале есть, но она оставляет желать лучшего. Особенно её часть, касающаяся войны, из которой можно уяснить, будто на фронте молодой Брежнев только и делал, что спал с медсёстрами, а кроме того, к подступам боевых действий (к катеру десанта, чтобы не замочил ноги) его приносили на руках и оттуда же слегка раненного выносили на руках рядовые солдаты. Степень исторической лжи поразительна. Такова, дескать, и была вся эта брежневская Малая Земля. Вот, мол, смотрит, старый маразматик Парад Победы, а самому-то и вспомнить, кроме дурацкой полуконтузии, нечего. Не знаю как кому, а мне подобное кажется негодяйством по отношению к любому ветерану, к любому старику, прошедшему страшнейшую из бывших когда-то войн. Тем более сюжет основан отнюдь не на достоверных фактах….
Телекритик Слава Тарощіна зазначила замовчування у фільмі негативних аспектів правління Брежнєва, але високо оцінила акторську роботу Сергія Шакурова: (оригінал, російською) 
Мы видим гарного хлопчика, своего в доску, отзывчивого, жизнелюбивого. Но нам так и не показали ту грань, за которой хлопчик превращается в „дорогого Леонида Ильича“, втянувшего в воронку собственного маразма одну шестую часть суши. В мире экранного Брежнева нет места чешским событиям, Афганистану, лагерям, психушкам, колбасным электричкам, что рождает ощущение тотальной лжи. Художественная правда убедительней правды исторической только в одном случае — когда она талантлива. Режиссер Снежкин, увы, не Дзига Вертов или Эйзенштейн. Те прославляли мерзкий режим, но как феерически они это делали! Впрочем, в сериале есть одна несомненная удача — феерический Шакуров в роли Брежнева. Такой исполнительской мощи, буйства оттенков смысла, нюансов настроения, переливов хорошего и гадкого нынешнее ТВ еще не знало. Актер пронзительно играет и драму уходящего вождя, и его человеческую, интимную драму, то безысходное мужское бессилие, которое он испытывает при виде своей последней надежды — полнокровной молодой медсестры.

## Невідповідності
- У першій серії Леонід Брежнєв згадує 1964 рік, коли під час концерту обговорюють змову проти Микити Хрущова, в титрах О. Н. Шелепін вказується як голова КДБ СРСР, хоча він займав цю посаду до 1961 року, а в 1964 році був Секретарем ЦК КПРС.
- Генерал армії Георгій Карпович Цінєв показаний в формі генерал-полковника, і звертаються до нього: «Товариш генерал-полковник», хоча вже в 1978 році він отримав військове звання генерал армії, а в фільмі мова йде про події 1981-1982 років.
- Згадуючи про Олександра Шелепіна, Брежнєв каже, що «зараз він на пенсії». У реальності, в 1982 році Шелепін працював заступником голови Державного комітету СРСР по професійно-технічній освіті, і пішов на пенсію тільки в 1984 році.
- У другій серії помічник Брежнєва зачитує довідку про хвороби світових лідерів і згадує про причини смерті Урхо Калева Кекконена, президента Фінляндії. Кекконен помер в 1986 році — через 4 роки після смерті Брежнєва.
- У другій серії, коли Хрущов розносить Брежнєва за «самодіяльність» (події відбуваються в 1947 році), на грудях у Хрущова медаль «Золота Зірка» Героя Радянського Союзу, що невірно. Цю нагороду він отримає через 17 років, в 1964 році, а першу свою Золоту Зірку Героя Соціалістичної Праці Хрущов також отримає тільки в 1954 році, вже будучи главою КПРС і СРСР.